# Tarnay Gyula
Mezőkövesdi Tarnay Gyula, született Oterhalik (Eger, 1855. július 30. – Miskolc, 1929. augusztus 29.) Borsod vármegyének több cikluson át alispánja, majd főispánja.

## Élete
Tarnay (Oterhalik) János köz-és váltóügyvéd (1824–1884) és Nánássy Anna (1827–1899) gyermeke. Iskoláit szülővárosában végezte, majd a fővárosban és Bécsben folytatott jogi tanulmányokat. Ügyvéd, majd bíró lett, és 1881-ben albíró lett a mezőkövesdi járásbíróságon. 1895-ben ítélőtáblai bírói kinevezést kapott, de még ebben az évben Miskolcra került, megválasztották Borsod vármegye alispánjának, Miklós Gyula főispánsága idején. A korábbi alispán Melczer Gyula volt, aki a főispán és a közte kialakult kibékíthetetlen ellentétek miatt távozott. Átmenetileg – az új alispán érkezéséig – Lévay József és Molnár Bertalan látta el a tisztet.
Tarnay kemény munkával lassan átvette a főispántól a megye irányítását, kitartóan, keményen, jól dolgozott, ekkor kapta a „vaskezű” jelzőt. Megbecsülték, három cikluson át volt alispán, a törvényhatósági bizottság vezetője. Tisza István bizalmasa volt, annak miniszterelnöksége idején kinevezték főispánnak. Ennek ellenére senki nem vonta kétségbe a megbízás jogosságát: Tarnay Gyula az egyetlen olyan főispán, aki azelőtt több cikluson keresztól alispáni funkcióban tevékenykedett, és aki kemény munkája révén került előre. „A polgári munka, és nem a négy ló vitte be a megyeházába” – mondták. Népszerűsége okán a miskolciak még azt is „elfelejtették”, hogy korábban, alispánként erősen küzdött Miskolc önállósodása ellen. Főispáni beiktatása 1913. január 8-án volt, ekkor Nagy Ferenc volt Miskolc polgármestere.
Tevékenysége már az első világháborúra készülődés, illetve a háború idejére esett. A polgármesterrel közös munkálkodásuk révén valósulhatott meg szokatlanul rövid idő alatt a Sajó partján a járványkórház (kolerakórház), ahová 1914-ben és 1915-ben a frontról érkező sebesült katonákat szállították (a névtől függetlenül a területnek csak egy elkülönített része volt a fertőző betegeké, a nem fertőző sebesültek kezelését is a kórházban, annak másik részén oldották meg).
1917-ben kormányváltás volt: Tisza István kormányát Esterházy Móric kormánya követte, így Tarnay Gyula is távozott. A felmentésről intézkedő levelet IV. Károly nevében Sándor János küldte meg, 1917. június 14-i keltezéssel. A levélben arról is intézkedtek, hogy a főispáni munkát mindaddig lássa el, amíg utódjáról döntés nem születik. Tarnay főispáni munkálkodására jellemző, hogy még az ellenzéki Miskolci Estilap is elismeréssel írt róla: „…mindig leküzdötte a nehézségeket, amelyek a város ügyeinek előbbrevitele elé tornyosultak, s fáradhatatlanul tevékenykedett minden jó és szép megvalósítása érdekében. … Távozását nemcsak szűkebb környezete s politikai elvbarátai sajnálják, hanem mindazok, akik közelebbről ismerték.” Tarnay Gyula ezt követően még kétszer tért vissza a miskolci politikai életbe. 1917 novembere és 1918. október 31. között volt ismét főispán (valószínűleg összefüggésben a királyi levél átmenetiségre vonatkozó kitételével). A Tanácsköztársaság idején három hónap fogházra ítélték, de három hét után szabadult, és hazatért Miskolcra. 1919. augusztus 5. és augusztus 17. között a megszálló románok felszólítására ismét ellátta a főispáni teendőket, és később azt írták e ténykedéséről: „…hatalmas befolyásával olyan atmoszférát teremtett ebben a városban, amilyenre sehol az országban akkor nem volt példa.”
Tarnay Gyula Soltész Nagy Kálmán, Miskolc korábbi legendás polgármestere lányát vette feleségül. 1929. augusztus 28-án hunyt el, hamvai az avasi református temetőben nyugszanak. Haláláról, temetéséről valamennyi helyi lap megrendüléssel emlékezett meg, és mind részletesen és elismeréssel tárgyalta a város, a megye érdekében kifejtett tevékenységét.

## Munkái
- Alispáni jelentés Borsodvármegye 1897. (és a következő éveinek) állapotáról. Miskolc, 1898. stb. évek
- A kivándorlás és a községi háztartás rendezése. Előadói javaslat. Miskolc, 1902
- Ünnepi beszéd, melyet II. Rákóczi Ferenc hamvainak átszállítása alkalmával Miskolcon a vasúti állomáson 1906. október 28-án tartott. Miskolc, 1906
- Emlékbeszéd Szemere Bertalan szobrának Miskolcon 1906. november 11-én történt leleplezése alkalmából. Miskolc, 1906